# ノイズフロア

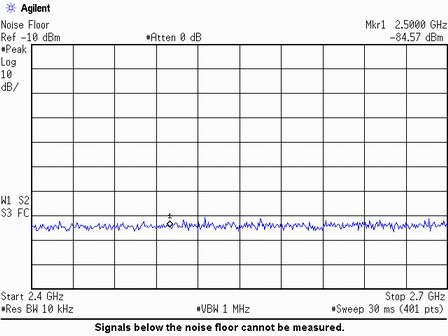
ノイズフロアを示すスペクトラムアナライザによる測定

信号理論において、ノイズフロアとは測定システム内のすべてのノイズ源と不要な信号の合計から作成される信号の尺度である。このときのノイズはモニタしている信号以外の信号と定義する。
無線通信や電子機器においては、熱雑音、黒体、宇宙雑音、遠くの雷雨などの大気雑音と偶発的雑音と言われることのあるその他の不要な人口信号を含むおそれがある。主要なノイズが測定機器内（例えば、雑音指数の低いレシーバによるものなど）で生成された場合、これは物理ノイズフロアとは対照的な機器ノイズフロアの例である。これらの単語は必ずしも明確に定義されたものではなく、ときに混用される。
電気システム間の干渉を避けることは、電磁両立性の分野の別個の問題である。
地震計などの測定システムにおいては、物理的なノイズフロアは偶発的なノイズによって決定され、それには近くの歩行者の交通量や近くの道路を含んでいる場合がある。測定された振幅を平均したときにノイズフロアと同じくらいである可能性があるため、ノイズフロアは確実にとることのできる最小の測定値を制限するものである。
電子機器のシステムでノイズフロアを下げる一般的な方法は、主要なノイズ源となっているシステムを冷却して熱雑音を低減することである。特殊な状況下では、ディジタル信号処理の技術を使用してノイズフロアを人工的に下げることもできる。
ノイズフロアを下回る信号は異なるスペクトラム拡散通信を使用することで検出することができる。この通信は特定の情報帯域幅の信号を意図的に周波数領域に拡散することで、結果としてより広い占有帯域幅を持つ信号が得られるというものである。